# Dicranoweisia indica
Dicranoweisia indica är en bladmossart som beskrevs av Jean Édouard Gabriel Narcisse Paris 1896. Dicranoweisia indica ingår i släktet snurrmossor, och familjen Dicranaceae. Inga underarter finns listade i Catalogue of Life.